# 拳头产品
拳头产品，指的是某一组织推出的一件或多件具有强劲市场竞争力和的主要产品。在企业发展研究中，拳头产品往往是被认为是企业竞争力的表现点之一，对企业的发展起关键作用。拥有拳头产品的企业，在市场竞争中将会占有相对的优势。